# Чуевка (Липецкая область)
Чу́евка — бывшее село на территории Добринского района Липецкой области. Ныне часть посёлка Добринка.

## История
Основана в конце XVIII века переселенцами из города Козлова (ныне Мичуринска). Поэтому первоначально называлась Козло́вскими Вы́селками.
1853 — построена деревянная Николаевская церковь.
По сведениям за 1862 год в селе было 37 дворов с 429 жителями.

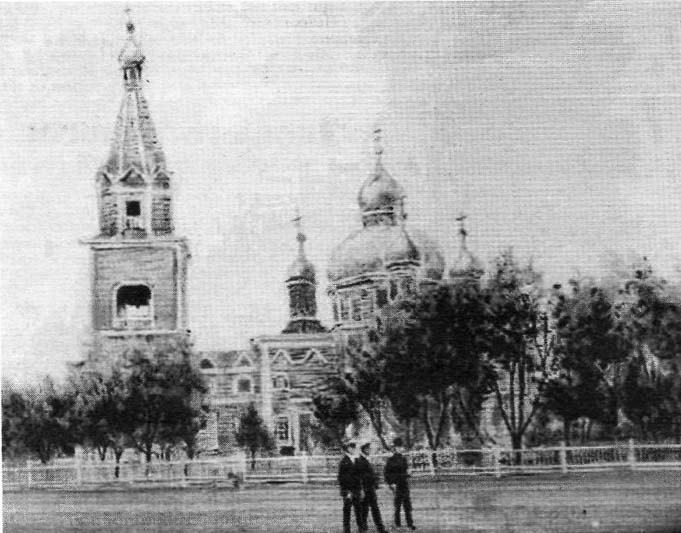
Фотография церкви с. Чуевка

В 1897 году открыт фельдшерский пункт. Врач из Талицкого Чамлыка приезжал раз в месяц .
В начале XX века в селе были заведения по изготовлению подков и гвоздей Михаила Егоровича Буданцева и Федора Дмитриевича Горбачева, веревок и канатов Ивана Михайловича Волокитина.
В 1938 году в Чуевке открылась первая средняя школа Добринского района.
В состав Добринки вошла в 1967 году.

## Известные жители и уроженцы села
В конце 19 века в семье своего деда жил писатель и революционер А. К. Воронский. В 1927 году в селе родился историк В. И. Логунов. Чуевскую среднюю школу окончили писатели В. Титов, М. Домогацких.